# Parlamentswahl in Malaysia 2022
Die 15. Parlamentswahl in Malaysia fand am 19. November 2022 statt, um Mitglieder des Dewan Rakyat im 15. Parlament von Malaysia zu wählen. Alle 222 Sitze standen zur Wahl.
Die Wahl fand gleichzeitig mit den Wahlen in den Bundesstaaten Pahang, Perak und Perlis statt, sowie mit der Nachwahl im Wahlbezirk Bugaya.

## Wahlergebnis
Die Opposition gewann die Wahl zum Dewan Rakyat, wobei die bisherige Oppositionskoalition Pakatan Harapan („Allianz der Hoffnung“) mit 82 Sitzen den größten Anteil erhielt.
Am 24. November 2022 wurde der bisherige Oppositionsführer im Parlament und Präsident der Partei Keadilan, Anwar Ibrahim, als neuer Premierminister vereidigt und nahm am Folgetag die Amtsgeschäfte als Nachfolger des bisherigen Premiers Ismail Sabri Yaakob auf.

## Mandate nach Bundesstaaten
| Staat           | Mandate | Quelle |
| --------------- | ------- | ------ |
| Perlis          | 3       | Quelle |
| Kedah           | 15      | Quelle |
| Kelantan        | 14      | Quelle |
| Terengganu      | 8       | Quelle |
| Penang          | 13      | Quelle |
| Perak           | 24      | Quelle |
| Pahang          | 14      | Quelle |
| Selangor        | 22      | Quelle |
| Kuala Lumpur    | 11      | Quelle |
| Putrajaya       | 1       | Quelle |
| Negeri Sembilan | 8       | Quelle |
| Malakka         | 6       | Quelle |
| Johor           | 26      | Quelle |
| Labuan          | 1       | Quelle |
| Sabah           | 25      | Quelle |
| Sarawak         | 31      | Quelle |
| Gesamt          | 222     |        |